# Antonio Fanna
Antonio Fanna (Treviso, 7 aprile 1926) è un musicologo italiano.
Protagonista della riscoperta della musica di Antonio Vivaldi, è stato fondatore, con Angelo Ephrikian, dell'Istituto Italiano Antonio Vivaldi. Ha inoltre pubblicato nel 1968 un catalogo tematico delle opere strumentali di Vivaldi, edito da Ricordi.

## Biografia
Antonio Fanna, di origini trevigiane, studia economia all’Università Ca’ Foscari a Venezia e segue, allo stesso tempo, i corsi di Direzione d’orchestra e di Composizione sperimentale al Conservatorio "Benedetto Marcello". Frequenta sovente le prove dell'orchestra del Teatro La Fenice dove conosce Angelo Ephrikian.
Nel 1947 fonda, insieme ad Ephrikian, l'Istituto Italiano Antonio Vivaldi, che promuove e cura l'edizione dell'opera omnia del musicista veneziano. Mentre Ephrikian presto imboccherà la carriera strumentale, Fanna proseguirà l'attività musicologica. Nel 1978, in occasione del 300º anniversario della nascita di Vivaldi, l’Istituto Italiano Antonio Vivaldi viene annesso alla Fondazione Giorgio Cini, con Fanna che mantiene il ruolo di direttore. Viene costituito un comitato editoriale composto da musicologi internazionali e si avviano le pubblicazioni, in edizione critica, delle composizioni vocali sacre e profane, delle composizioni strumentali scoperte dopo il 1972 e delle opere teatrali.
Alla Fondazione Giorgio Cini, oltre a proseguire la pubblicazione delle musiche di Antonio Vivaldi, Fanna promuove l’Edizione nazionale dell'opera di Andrea Gabrieli, nonché la nascita dell’Istituto per la Musica, alla cui direzione viene chiamato Giovanni Morelli.
Nel 1997 Fanna lascia la carica di direttore dell’Istituto Italiano Antonio Vivaldi. Gli subentra il figlio Francesco, direttore d’orchestra, che già dagli inizi degli anni '80 lo aveva affiancato nell'attività di ricerca.

## L’Istituto Italiano Antonio Vivaldi

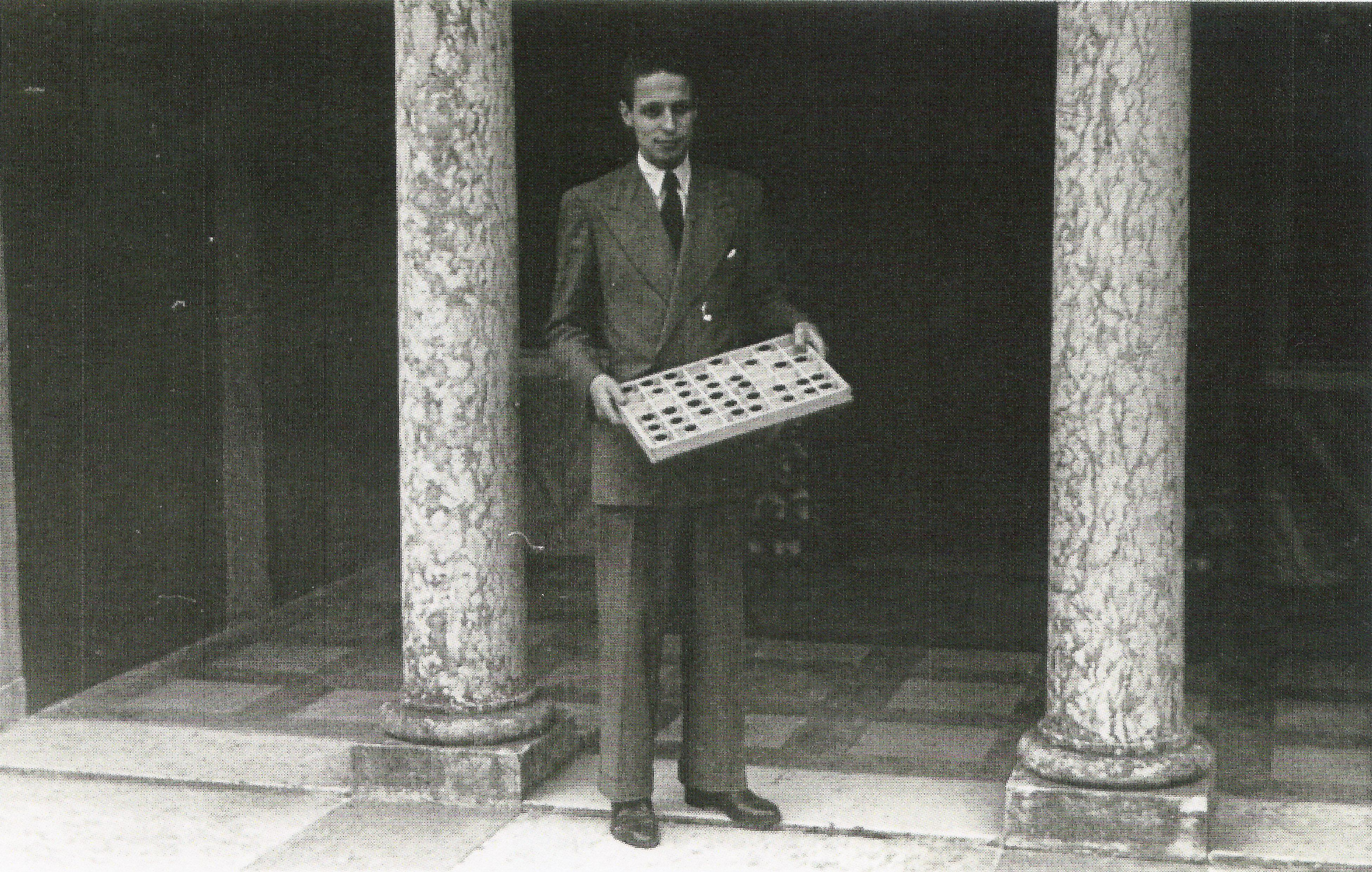
Antonio Fanna con i microfilm di alcune delle partiture vivaldiane conservate nella Biblioteca di Torino

Il primo incontro di Antonio Fanna con la musica di Antonio Vivaldi risale al 1946. Angelo Ephrikian mostrò a Fanna un libro, uscito nel 1945, a firma Mario Rinaldi: conteneva un catalogo numerico tematico di composizioni di Vivaldi, basato in gran parte sugli indici tematici manoscritti di Olga Rudge pubblicati in facsimile. I due giovani presero la decisione di ridar vita alla musica di Vivaldi, caduta nell'oblio da quasi due secoli: nacque così il progetto della pubblicazione dell'opera omnia del Prete rosso.
I due incontrarono la disponibilità della Casa editrice Ricordi a partecipare al progetto. La casa editrice milanese, uscita dalla guerra con pesanti danni ai propri impianti, era infatti alla ricerca di un rilancio imprenditoriale. Il 18 marzo 1947, a due mesi dalla nascita dell’Istituto Italiano Antonio Vivaldi, Fanna, in veste di Presidente, firmò il contratto con l’editore. Secondo l’ambizioso piano editoriale, si dovevano pubblicare venticinque partiture all'anno di musica strumentale. La musicologia e i relativi studi critici muovevano allora in Italia i primi passi: l'Istituto Italiano Antonio Vivaldi si impegnò a stampare le partiture in un’edizione che rispecchiasse integralmente i manoscritti e che fosse contemporaneamente fruibile per le esecuzioni.
L’Istituto, con sede a Venezia, mantenne la direzione amministrativa e l'archivio (di ventiduemila fotogrammi), a Villa delle Rose a Selvana (Treviso). La casa di Ephrikian fu trasformata in un laboratorio per realizzare stampe dalle fotografie, da trascrivere successivamente. Vennero archiviate migliaia di fotografie in ingrandimento quasi naturale, che consentirono di lavorare sul facsimile fotografico delle partiture originali. I copisti, dalla copia fotografica, riportando su carta da musica le note scritte da Vivaldi, ottenevano così trascrizioni pronte per essere vagliate dal revisore.
L’incarico di direttore artistico dell’Istituto e di curatore della collana editoriale fu affidato a Gian Francesco Malipiero, tra i più autorevoli studiosi della musica italiana del Seicento e del Settecento, autore dell'Opera omnia di Claudio Monteverdi, direttore del Conservatorio veneziano.
Nel 1957 Malipiero aveva ultimato l’edizione di tutta l’opera strumentale delle raccolte Foà e Giordano di Torino. La pubblicazione proseguì quindi con i manoscritti sparsi per il mondo, e nel 1972, con l’uscita della cinquecentotrentesima partitura, l’imponente lavoro di edizione delle opere si concluse. Malipiero aveva raggiunto i novant’anni e il progetto di riscoperta della musica di Vivaldi poteva dirsi compiuto.

### Catalogo numerico-tematico delle opere strumentali
Nel 1968, volgendo a termine il programma editoriale della stampa di tutta l’opera strumentale, Ricordi licenzia il Catalogo numerico tematico a cura di Antonio Fanna.
Nel volume vengono elencate 529 composizioni, corrispondenti a 529 Tomi editi, tra concerti, sinfonie, sonate, divise per gruppi, in ordine di tonalità e con gli incipit di ogni tempo (indicazione delle battute iniziali di ogni movimento). Di ciascuna composizione vengono riportati la F. della catalogazione (Fanna), il titolo, l'incipit di ogni movimento, il nome del revisore, il numero del Tomo (che si riferisce al numero progressivo di pubblicazione di ciascuna partitura a cura dell’Istituto Italiano Antonio Vivaldi per i tipi di Casa Ricordi), la durata, la provenienza della fonte manoscritta o a stampa e la relativa segnatura. Non essendoci allora elementi certi per una catalogazione cronologica, mancando la datazione nelle opere, Antonio Fanna scelse di procedere con una catalogazione sistematica dividendo le musiche in sedici gruppi, per generi musicali (concerti per violino, per viola, per violoncello ecc.) indicando ciascun genere con un numero romano.
Il catalogo Fanna verrà utilizzato fino al 1974 e verrà gradualmente sostituito dal catalogo delle composizioni vivaldiane compilato dal musicologo danese Peter Ryom (RV/ Ryom Verzeichnis), uscito in quell'anno a Lipsia.

## Pubblicazioni
- Antonio Fanna, Antonio Vivaldi (1678-1741). Catalogo numerico-tematico delle opere strumentali, Milano, Ricordi, 1968.
- Antonio Fanna e Giovanni Morelli (a cura di), Nuovi Studi Vivaldiani. Edizione e cronologia critica delle opere, "Studi di musica veneta. Quaderni Vivaldiani 4", Firenze, Olschki, 1988.
- Antonio Fanna e Michael Talbot (a cura di), Vivaldi. Vero e falso. Problemi di attribuzione, "Studi di musica veneta. Quaderni Vivaldiani 7", Firenze, Olschki, 1992.
- Antonio Fanna, I manoscritti Vivaldiani, in Angelo Ephrikian e la riscoperta vivaldiana, a cura di Robert de Pieri, Crocetta del Montello, Antiga, 2013, pp. 53–55.